# シルヴァー・アップルズ
シルヴァー・アップルズ（Silver Apples）は、ニューヨーク出身、アメリカのエレクトロニック・ロック・グループで、1967年から1970年にかけて活動し、1990年代半ばに改編を行った。それは自身が考案した原始的なシンセサイザーで演奏するシミオン（シミオン・オリヴァー・コックスIII、1938年6月4日 - 2020年9月8日）と、2005年に亡くなるまでは、ドラマーのダニー・テイラーで構成されていた。このデュオは、学術的な世界以外で電子音楽技術を初めて採用し、1960年代のロックとポップスのスタイルに適用した。
ニューヨークのアンダーグラウンド・ミュージック・シーンの一環として、バンドは2枚のアルバム（『Silver Apples』(1968年)と『Contact』(1969年)）をリリースしたが、売り上げは低調であった。『Contact』のアートワークにロゴが使用されていたために起こった、パンナムによる民事訴訟の前にサード・アルバムのレコーディングを開始したものの、この訴訟により、1970年にグループとそのレーベルであるKappとの契約終了を余儀なくされた。1990年代に、アルバムのドイツでのブートレグ音源が彼らの知名度を上げ、シミオンは他のミュージシャンと一緒にグループを改編し、新しい音楽をリリースした。1998年にシミオンはテイラーと再結成し、2人はオリジナルの3枚目のLP『The Garden』(1998年)を完成させた。テイラーの死後、シミオンはテイラーのドラムのサンプルを使用してシルヴァー・アップルズのプロジェクトをリリースし続けた。
バンドの脈打つリズムと電子メロディーは、ホワイト・ノイズやカンなどの現代アーティストや、スーサイド、ステレオラブ、ライカなど、後のアーティストたちよりも前から存在していた。オールミュージックのジェイソン・アンケニーは彼らを「シュールで、ほとんど前例のないデュオ」と呼び、ポーティスヘッドのジェフ・バーロウは「私たちのような人間にとって、彼らは完璧なバンドです[…]彼らは間違いなくエレクトロニック・ミュージックのパイオニアたちと一緒にそこに居るはずです」と述べた。

## 略歴

### 1960年代
このグループは、イースト・ヴィレッジで定期的に活動していたオーヴァーランド・ステージ・エレクトリック・バンドと呼ばれる伝統的なロック・バンドから形成された。シミオンはシンガーだったが、1940年代のビンテージ・オーディオ・オシレーターを公演に取り入れ始めた。これにより、他のバンド・メンバーは疎外されるようになり、グループは最終的にシミオンとテイラーのデュオとなっていき、その時点で彼らは自分たちの名前をウィリアム・バトラー・イェイツの詩『さまようイーンガスの歌』から、シルヴァー・アップルズへと変更した。オシレーターという武器は、最終的に（最初のLPのライナーノーツによると）「9つのオーディオ・オシレーターを積み重ね、86の手動コントロールで手、足、肘でリード、リズム、ベースのパルスを制御する」ようになった。シミオンは、調性とコードの変化を制御するための電信キーとペダルのシステムを考案したが、伝えられるところによると、従来のピアノ・スタイルのキーボードやシンセサイザーの演奏を学んだことはない。
彼らは1968年にKappレコードと契約し、最初のレコードである『Silver Apples』をリリースし、そこからシミオンが最初に書いた曲として引用したシングル「Oscillations」をリリースした。デビュー・アルバムでは、グループの代表曲「Oscillations」も含め、9曲のうち7曲にスタンレー・ウォーレン（1997年のMCAからのCD再発で誤ってクレジットされたウォーレン・スタンレーではない）による歌詞が付けられていた。後に出版されるような詩人となるウォーレンは、1967年にニューヨークで開催された「トップレス・チェリスト」として有名なシャーロット・モーマン主催による第5回アヴァンギャルド芸術祭にて、シミオンとテイラーと出会った。その後すぐ、シミオンはウォーレンの初期の作品に精通するようになり、詩「MJ」を「Seagreen Serenades」として音楽にした。シミオンの興味に触発され、次の数か月でウォーレンはアルバム『Silver Apples』に収録された残りの6曲を書き上げた。その時の別の曲「Gypsy Love」は、シルヴァー・アップルズのセカンド・アルバムである『Contact』で使用された。再結成後の公演でも、シミオンはいまだにシルヴァー・アップルズ初期の彼とウォーレンによる作品のいくつかを演奏している。
翌年、彼らは2枚目のLP『Contact』をリリースし、アメリカをツアーした。バンドは、パンナムのロゴを含めることを条件に、アルバム・アートワーク表面の写真を航空会社のコックピットで撮影するために、航空会社のパンナムと契約を結んだ。しかしながら、レコードの裏面には飛行機墜落事故の写真が掲載されていた。これが訴訟につながり、レコードはレコード店から引きずり出された。3枚目のアルバムは1970年に録音されたが、KappがMCAレコードに組み込まれたこともあり、アルバムはリリースされず、グループは機能しなくなっていった。シミオンは、シルヴァー・アップルズが解散し、レコード・レーベルが消滅した諸々の理由についてオンラインで詳しく説明している。

### 1990年代 リバイバル
1994年、ドイツのレーベルTRCが、2枚のレコードのブートレグCDをリリースした。1996年、イギリスのレーベルであるEnrapturedが、Windy & Carl、Flowchart、The Third Eye Foundation、Alpha Stone、Ampなどのバンドをフィーチャーした『Electronic Evocations - A Tribute To The Silver Apples』というトリビュート・アルバムをリリースした。これらのリリースによって引き起こされた世間からの関心により、シミオンは1996年にシルヴァー・アップルズを改編した。最初の2枚のレコードはマスターテープから公式レコードとして再発され、シミオンはシアン・ホーキンス（別名Sybarite）とマイケル・ラーナーをフィーチャーした新しいシルヴァー・アップルズでアメリカ・ツアーを開始した。その後の数年間で、シルヴァー・アップルズはこのラインナップをフィーチャーした新曲による2枚のアルバム『Decatur』と『Beacon』をリリースした。最終的に「多くの探索の後」、ダニー・テイラーが見つけられ、オリジナル・ラインナップによるいくつかの再結成公演が行われた。テイラーはまた、未発表の3枚目のレコードである『The Garden』のテープを屋根裏部屋のボックスに入れており、このレコードは1998年になってようやくリリースされた。このレコードには、元のセッションで完成していた楽曲と、シミオンの新しい追加のミックスがなされた、当時のテイラーのドラムによる楽曲が収録されている。
1998年に彼らのツアー・バンが見知らぬ運転手によって道路から押し出され、シミオンの首を折った。これにより、新しいレコーディングと再会したデュオによるさらなるツアーの計画は保留されることとなった。2004年の時点で、シミオンはかなり回復したが、以前のように楽器を演奏することはできなくなった。
事故の後、シルヴァー・アップルズの活動は減少した。シミオンは新しい音楽を作り、回復し、メキシコ湾でボート遊びをすることに時間を費やした。シアン・ホーキンスはSybarite名義でソロとして4枚のアルバムをリリースした。ダニー・テイラーは、2005年3月10日にニューヨーク州キングストンで亡くなった。

### 2000年代-2010年代 フェスティバル&コンサート

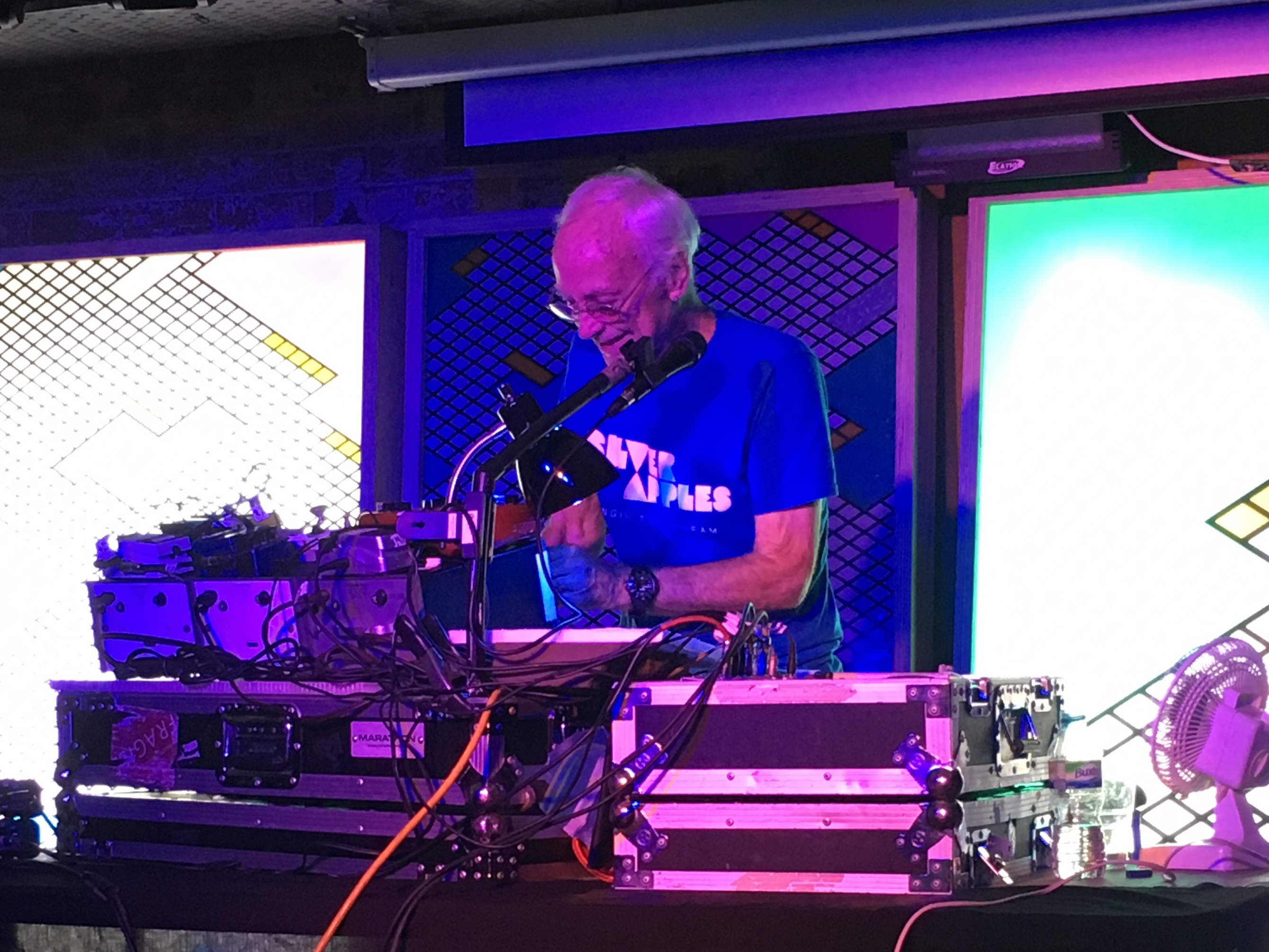
リーズでパフォーマンスするシルヴァー・アップルズ（2016年）

2007年9月、シミオンは数年ぶりにツアーへ参加し、シルヴァー・アップルズのソロ・バージョンとして演奏を行った。シルヴァー・アップルズ / シミオンは、とりわけ、オール・トゥモローズ・パーティーズ（マインヘッド、イギリス、2007年12月）、エレクトリック・ピクニック（ストラッドバリー、アイルランド、2008年9月）、オール・トゥモローズ・パーティーズ・オーストラリア（2009年1月）、ザ・ユニット（東京、2009年7月）、オシレーションズ・ミュージック + アーツ・フェスティバル（ベルファスト、北アイルランド、2009年9月）、オースティン・サイク・フェスト3（テキサス州、2010年4月）、アルバカーキ・エクスペリメンタル（アルバカーキ、NM、2010年10月）、北京、上海、広州（2011年5月）、iTunesフェスティバル（ロンドン、イングランド、2011年7月）、RecBeatフェスティバル（レシフェ、ブラジル、2012年2月）、インキュベイト（オランダ、2012年9月）、マウンテン・オアシス・エレクトリック・ミュージック・サミット（アッシュビル、NC、2013年10月）、オーディオスコープ14（オックスフォード、イギリス、2014年11月）、ステレオ（グラスゴー、イギリス、2014年11月）で演奏を行った。
2011年10月、シミオンはニュージャージー州アズベリーパークで開催されたATP・アイル・ビー・ユア・ミラー・フェスティバルにて、クラスターのフロントマンであるハンス・ヨアヒム・ローデリウスとのコラボレーションによる「Silver-Qluster」として出演した。翌日の同フェスティバルにて、シミオンはポーティスヘッドからステージに招かれ、ポーティスヘッドのシルヴァー・アップルズへのオマージュである「We Carry On」を演奏した。
シミオンは2016年半ばから後半にイギリス、ヨーロッパ、アメリカをツアーした。2016年にはまた、19年ぶりの新しいシルヴァー・アップルズのスタジオ・アルバム『クリンギング・トゥ・ア・ドリーム』をリリースした。
シミオンは、2020年9月8日に82歳で亡くなった。

## ディスコグラフィ

### スタジオ・アルバム
- Silver Apples (1968年、Kapp)
- Contact (1969年、Kapp)
- Beacon (1998年、Whirlybird)
- The Garden (1998年、Whirlybird)
- Decatur (1998年、Whirlybird)
- 『クリンギング・トゥ・ア・ドリーム』 - Clinging To A Dream (2016年、ChickenCoop Recordings)

### EP
- Gremlins (2008年、Gifted Children)

### コンピレーション・アルバム
- Silver Apples (1997年、MCA)
- Selections from the Early Sessions (2008年、ChickenCoop Recordings)

### シングル
- "Oscillations"/"Misty Mountain" (1968年、Kapp)
- "You & I"/"I Have Known Love" (1969年、Kapp)
- "Fractal Flow"/"Lovefingers" (1996年、Enraptured)
- "Fractal Flow"/"Lovefingers" (1997年、Whirlybird)
- "A Lake of Teardrops" (1998年、Space Age Recordings) ※with Spectrum
- "I Don't Know" (2007年、Gifted Children) ※One Cut Killとのスプリット・シングル